# Cristoforo Buttafava
Cristoforo Buttafava – włoski strzelec, trzykrotny medalista mistrzostw świata.
Buttafava specjalizował się w strzelaniu z pistoletu dowolnego. Pierwszy medal zdobył na mistrzostwach świata w 1901 roku, gdy wraz z kolegami stanął na trzecim stopniu podium w zawodach drużynowych. Dwa kolejne wywalczył na turnieju w 1908 roku. W drużynie zdobył mistrzostwo świata, zaś indywidualnie został wicemistrzem (wyprzedził go tylko Niemiec Richard Fischer). Wiadomo, że wystąpił również na mistrzostwach świata w 1906 roku – włoska ekipa zajęła czwarte miejsce w drużynie, a Buttafava osiągnął indywidualnie 474 punkty. Nie wystąpił nigdy na igrzyskach olimpijskich.

## Medale mistrzostw świata
Opracowano na podstawie materiałów źródłowych:
| Mistrzostwa  | Konkurencja                       | Wynik                    | Miejsce |
| ------------ | --------------------------------- | ------------------------ | ------- |
| Lucerna 1901 | Pistolet dowolny, 50 m, drużynowo | 1901 punktów (drużynowo) | 3       |
| Wiedeń 1908  | Pistolet dowolny, 50 m            | 502 punkty               | 2       |
| Wiedeń 1908  | Pistolet dowolny, 50 m, drużynowo | 2438 punktów (drużynowo) | 1       |